# Rio Beuvron
O rio Beuvron é um rio dos departamentos de Cher, Loir-et-Cher e  Loiret, em França, e que é afluente do rio Loire, no qual desagua em Candé-sur-Beuvron. O rio passa perto do Château de Villesavin.
Da nascente até a foz, o rio Beuvron faz um percurso total de 115 km, atravessando os seguintes departamentos e comunas:
- Departamento de Cher: Argent-sur-Sauldre, Brinon-sur-Sauldre.
- Departamento de Loir-et-Cher: Bauzy, Bracieux, Candé-sur-Beuvron, Cellettes, Chaon, Chaumont-sur-Tharonne, Chitenay, Cour-Cheverny, La Ferté-Beauharnais, Lamotte-Beuvron, Mont-Près-Chambord, Les Montils, Monthou-sur-Bièvre, Montrieux-en-Sologne, Neung-sur-Beuvron, Neuvy, Nouan-le-Fuzelier, Ouchamps, Pierrefitte-sur-Sauldre, Saint-Viâtre, Seur, Tour-en-Sologne, Valaire, Vernou-en-Sologne, Villeneuve-Frouville, Vouzon.
- Departamento de Loiret: Cerdon, Coullons.